# Linyphia ludibunda
Linyphia ludibunda är en spindelart som först beskrevs av Eugen von Keyserling 1886.  Linyphia ludibunda ingår i släktet Linyphia och familjen täckvävarspindlar.
Artens utbredningsområde är Peru. Inga underarter finns listade i Catalogue of Life.